# المختار بن عبد الله
المختار بن عبد الله بن احماد السوسي البخاري (توفي سنة 1917م) فقيه مغربي ومن كبار رجالات دار المخزن، عينه ابن عمه الصدر الأعظم باحماد في منصب كبير كتاب الصدارة العظمى. وبعد وفاة باحماد تولى المختار مكانه في الصدارة العظمى، لكنه لم يقض فيها أكثر من عام واحد، زمن السلطان المولى عبد العزيز.

## مسيرته
من أسرة سوسية مرتبطة بجيش البخاري. كان المختار فقيها مشاركا، أخذ عن العلامة عبد القادر العراقي (المتوفي عام 1288هـ)، ومن العلامة إبراهيم التادلي الرباطي، وفضول السوسي، وأحمد بن سودة، وغيرهم.
تولى الصدارة العظمى بعد قريبه الوزير أحمد بن موسى، ثم عزل عنها بعد مدة قليلة، لكبر سنه حيث لم يحظ برضا السلطان عبد العزيز الذي كان بدائرته أشخاص اقرب إلى جيله وأكثر تفهما لميوله. ونظرا لسيطرة المهدي المنبهي على الحكومة، والذي أقنع السلطان بتعيين فضول غرنيط مكانه.
يروي أحمد سكيرج أنه اجتمع بالمختار بمكناس، ومما قاله فيه ارتجالا:
توفي بمكناس في أواسط شهر شعبان عام 1335هـ الموافق لماي 1917م، ودفن بالزاوية الكنتية من حومة صدراتة.